# Max Behrend
Max Behrend (* 17. März 1862 in Kolberg; † 3. Februar 1927 in Darmstadt) war ein deutscher Theaterschauspieler, -regisseur, -intendant und Bühnenschriftsteller.

## Leben
Der Sohn eines Arztes entschloss sich 1881 für den Bühnenberuf. Behrend nahm Unterricht bei Gustav Berndal und begann seine Schauspielerlaufbahn in Eisenach, kam dann nach Sondershausen, Halle, Graz, Breslau, Brünn, Riga, Prag, Köln, unternahm eine Orient-Tournee, kam 1896 nach Bremen, 1898 ans Schillertheater und 1900 als erster Regisseur und Charakterdarsteller ans Deutsche Theater in London, woselbst ihm auch die artistische Leitung der Bühne übertragen wurde. 1901 verkörperte er auf englischem Boden zum ersten Mal in deutscher Sprache den „Nathan“ und „Mephisto“.
Er beschäftigte sich auch mit der Schriftstellerei und verfasste eine Anzahl Opernlibretti und kleine Schauspiele, die in Köln, Halle, Magdeburg, Braunschweig etc. zur Darstellung gelangten.
Intendant in Mainz war er seit 1905. bzw. 1906 1912 wurde er als Nachfolger von Emil Claar Intendant des Schauspiels Frankfurt und blieb dort bis 1916. Die Ereignisse des Ersten Weltkriegs läuteten Behrends Rückzug vom Theater ein: "Die schwere Zeit, die Sorge um seinen einzigen Sohn, der während der ersten Kämpfe schwer verwundet wurde, zerrütteten seine Nerven, so daß er Heilung in einem Sanatorium suchen mußte. Er zog sich nach Eberstadt an der Bergstraße zurück und widmete sich hinfort der Förderung junger Talente."
Max Behrend war mit der Radiererin Johanna Croisel van der Kop verheiratet.